# Historien om en soldat
Historien om en soldat (russisk: Баллада о солдате, translit.: Ballada o soldate) er en sovjetisk spillefilm fra 1959 produceret af Mosfilm og instrueret af Grigorij Tjukhraj. Filmen har Vladimir Ivasjov og Zjanna Prokhorenko i hovedrollerne.
Selvom filmen foregår under 2. verdenskrig, er Historien om en soldat ikke primært en krigsfilm. Den beskriver, inden for rammerne af krigens uro, forskellige former for kærlighed: et ungt pars romantiske kærlighed, et ægtepars engagerede kærlighed og en mors kærlighed til sit barn mens en soldat fra den Røde Hær forsøger at komme hjem under en orlov, hvorunder han møder flere civile på sin vej og bliver forelsket.
Filmen vandt adskillige internationale priser, herunder en BAFTA Award for bedste film og blev nomineret til en Oscar for bedste originale manuskript. Ved Bodiluddelingen 1961 modtog filmen prisen for bedste europæiske film.

## Handling
En midaldrende bondekone går gennem sin landsby og stirrer ned ad en landevej. En voiceover afslører, at hendes søn blev dræbt i krigen og begravet i et fremmed land.
På østfronten ødelægger den nittenårige menige Aljosja Skvortsov (Vladimir Ivasjov) på egen hånd to angribende tyske kampvogne, mere ud af overlevelsesinstinkt end tapperhed. Hans kommanderende general vil gerne give ham en medalje, men Aljosja beder i stedet om orlov for at se sin mor og reparere det utætte tag på deres hjem. Han får seks dages orlov.
Under sin hjemrejse ser han de ødelæggelser, som krigen har forårsaget i Sovjetunionen og møder forskellige mennesker. Da Aljosjas jeep sætter sig fast i mudderet, hjælper menig Pavlov med at skubbe den fri. Da Aljosja skal gennem sin hjemby, overtaler Pavlov ham til at tage en gave til Pavlovs kone. Pavlovs sergent deler modvilligt to stykker sæbe, hele forsyningen til deres deling.
På togstationen bærer Aljosja hjælpsomt kufferten til Vasja, en soldat, der blev hjemsendt, fordi han har mistet et ben. Vasja ønsker ikke at tage hjem, da han ikke vil være en byrde for sin hustru, og da deres forhold allerede havde været anstrengt. Han skifter dog mening og bliver budt velkommen med åbne arme af den kærlige hustru.
Aljosja forsøger at snige sig ombord i en godsvogn i et militært forsyningstog, men blive stoppet af en vagtpost, Gavrilkin. Aljosja må bestikke vagten med en dåse oksekød og vagten fortæller om sin frygt for sin løjtnant. En kvinde, Sjura (spillet af Zjanna Prokhorenko) sniger sig senere også ombord, men da hun opdager vagten, bliver hun bange og forsøger at springe af toget, der er i fart. Aljosja forhindrer hende i at risikere sit liv. Hun fortæller Aljosja, at hun skal se sin forlovede, en pilot, der ligger på hospitalet. Som dagene går, blivre hun mindre mistroisk over for Aljosja. Vagten Gavrilkin får øje på den blinde passager og tvinger Aljosja til at bestikke ham igen. Da løjtnanten opdager de blinde passagerer, lader han dem blive ombord på toget og får endda Gavrilkin til at returnere bestikkelsen.
Ved et stop stiger Aljosja af toget for at hente noget vand, men toget kører uden ham. Desperat får han et lift af en ældre kvinde til næste station, men han kommer for sent; toget er allerede kørt. Sjura stod dog af og venter på ham. Parret går derefter sammen for at besøge Pavlovs hustru. De opdager, at hun bor sammen med en anden mand og de går igen. Aljosja vender tilbage, tager sæben tilbage, om han havde givet til hustruen, og giver den i stedet til Pavlovs invalide far.
Da de endelig skilles, indrømmer Sjura, at hun løj: hun har ikke en forlovet, kun en tante. Aljosja indser for sent, efter at hans tog er kørt, at da Sjura sagde, at hun ikke havde nogen, fortalte hun ham, at hun elsker ham. Hans tog bliver stoppet af en sprængt bro og sat i brand af tyske bombefly. Mens tiden er ved at løbe ud, redder Aljosja sig over floden og overtaler en lastbilchauffør til at give ham et lift til sin landsby, Sosnovka. Han når kun at se sin mor i et par minutter, før han skal tilbage til sin enhed. Hans mor lover at vente på ham. Voiceoveren fortæller os, at selvom han kunne være nået langt i livet, hvis han havde levet, vil han altid blive husket blot som en russisk soldat.

## Medvirkende i udvalg
- Vladimir Ivasjov som Aljosja Skvortsov
- Zjanna Prokhorenko som Sjura
- Antonina Maksimova som Aljosjas mor
- Nikolaj Krjutjkov som general
- Jevgenij Urbanskij som Vasja
- Georgij Jumatov som soldat

De to hovedrolleindehavere, Ivasjov og Prokhorenko, var kun 19 år gamle og uden større skuespillererfaring, da filmen blev indspillet. Begge fik senere en lang skuespillerkarriere.

## Modtagelse
Historien om en soldat havde premiere i Sovjetunionen den 1. december 1959, hvor filmen solgte 30,1 million billetter.
Filmen blev udgivet i USA i 1960 som en del af sovjetisk-amerikansk kulturudveksling under det sovjetiske tøbrud under Khrusjtjov. Andre film, der blev vist i denne periode i USA var Tranerne flyver forbi (1957) og En mands skæbne (1959).
Filmen modtog ros for for sit tekniske niveau og dens stærke historie. Filmen modtog positive anmeldelser i The New York Times, der roste Tjukhrajs evne til at få filmen evnen til at få filmen til at "flyde på en så hurtig, poetisk måde, hvorved tragedien i den skjules af en blid lyrisk kvalitet." Han bemærkede også de "to pragtfulde præstationer" af skuespillerne Ivasjov og Prokhorenko.
Filmen havde dansk premiere den 4.oktober 1960 i Alexandra Biografen i København.

## Priser
- Specialjuryens pris ved Filmfestivalen i Cannes 1960[9]
- 5th San Francisco International Film Festival, 1960 - Golden Gate Award for Best Film og Golden Gate Award for Best Director
- BAFTA Award for Best Film From Any Source, 1961
- Bodilprisen for bedste europæiske film, 1961
- Nomineret til en Oscar for bedste originale manuskript (1961) – Grigorij Tjukhraj og Valentin Jezjov
- Leninprisen (1961) til filmen og dens instruktør og producent